# Conseil départemental

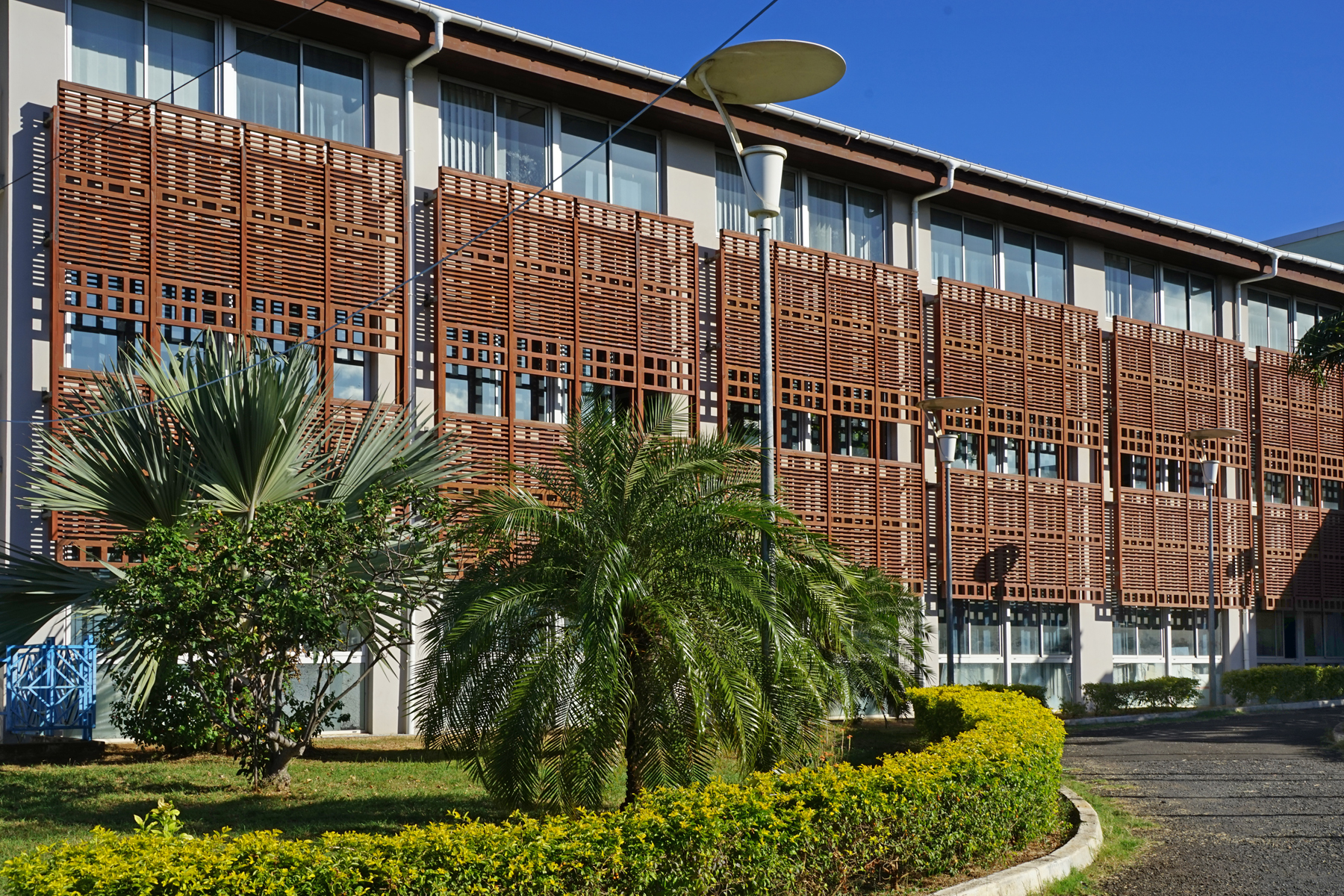
Het gebouw van de Conseil départemental van Mayotte in de Indische Oceaan

De Conseil départemental (Nederlands: departementale raad) is de volksvertegenwoordiging binnen ieder afzonderlijk Frans departement. Bij deze verkiezingen vormt ieder Frans kanton een kieskring. De leden van de Conseil départemental worden via algemeen, enkelvoudig kiesrecht in twee rondes voor een mandaat van zes jaar gekozen, twee per kanton. Tot 2015 was dat een lid per kanton, waarbij iedere drie jaar telkens de helft van het totaal aantal mandaten conseillers départementaux opnieuw werd gekozen. Deze verkiezingen worden daarom ook wel (officieel tot 2015) élections cantonales (kantonsverkiezingen) genoemd, en sindsdien élections départementales (departementale verkiezingen).
Sinds de invoering van de decentralisatiewetten in 1982 en in 2004 is de macht van de conseils départementaux binnen het Franse politieke bestel toegenomen. Het gekozen Conseil départemental kiest uit zijn midden een Commission permanente (permanente commissie), bestaande uit een voorzitter (Président du Conseil départemental) en enkele ondervoorzitters (Vice-présidents du Conseil départemental). De voorzitter van de Conseil départemental is het hoofd van het politiek bestuur van het departement. 
Tot maart 2015 werd de naam Conseil général (Nederlands: algemene of generale raad) gehandhaafd. Tot januari 2019 (toen Parijs een collectivité à statut particulier werd) was de Conseil de Paris zowel een gemeenteraad als een departementale raad, gekozen onder een gemeentelijk systeem.
Conseil général de la Corse
Op 1 januari 2018 fuseerden de departementsraden van Corse-du-Sud en Haute-Corse met de Collectivité territoriale de Corse tot de Collectivité de Corse. Op 1 januari 2021 werden de departementsraden van Bas- en Haut-Rhin samengevoegd tot de Conseil départemental d'Alsace.